# Erica formosa
Erica formosa là một loài thực vật có hoa trong họ Thạch nam. Loài này được Thunb. mô tả khoa học đầu tiên năm 1785.

## Hình ảnh

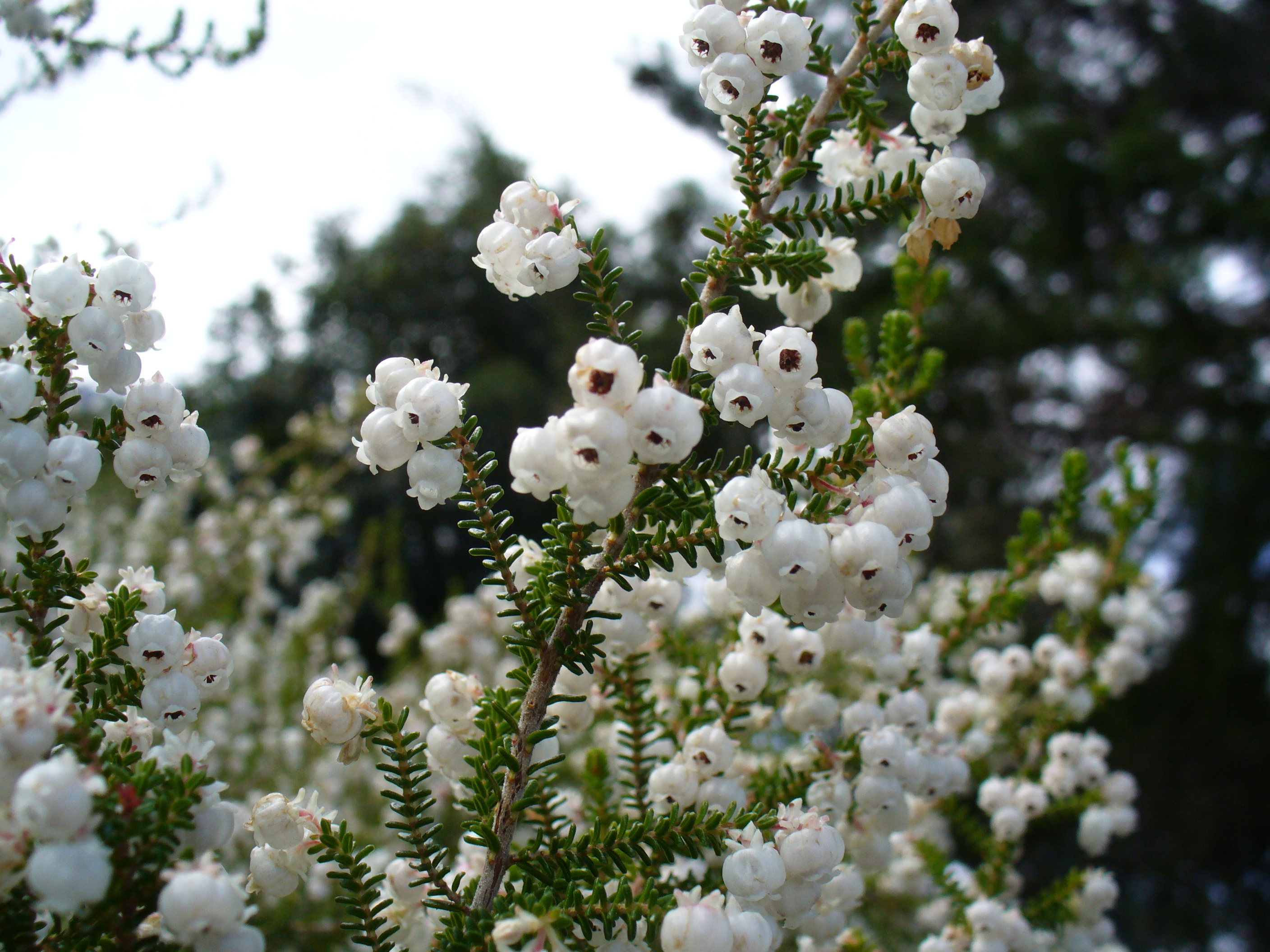
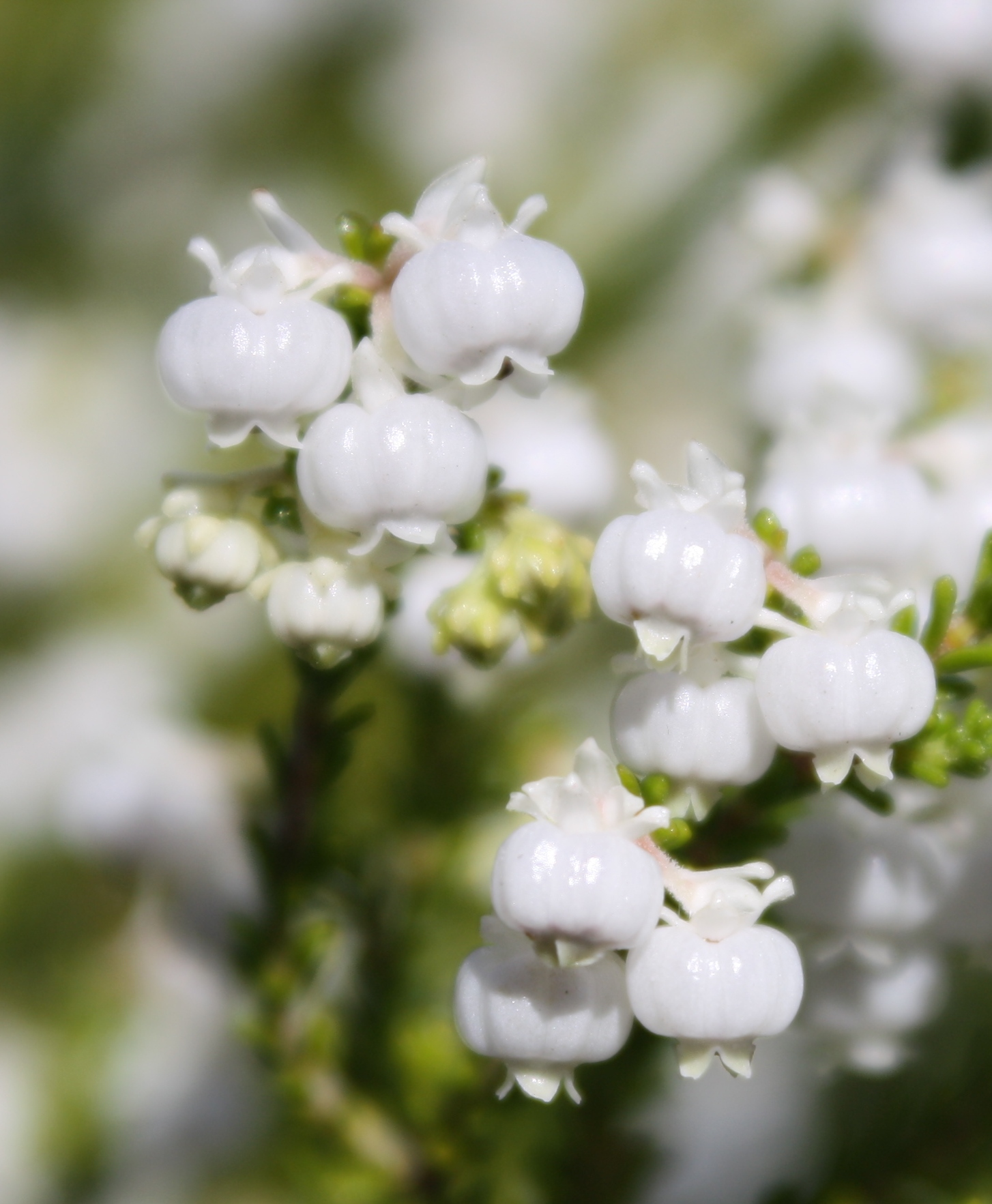
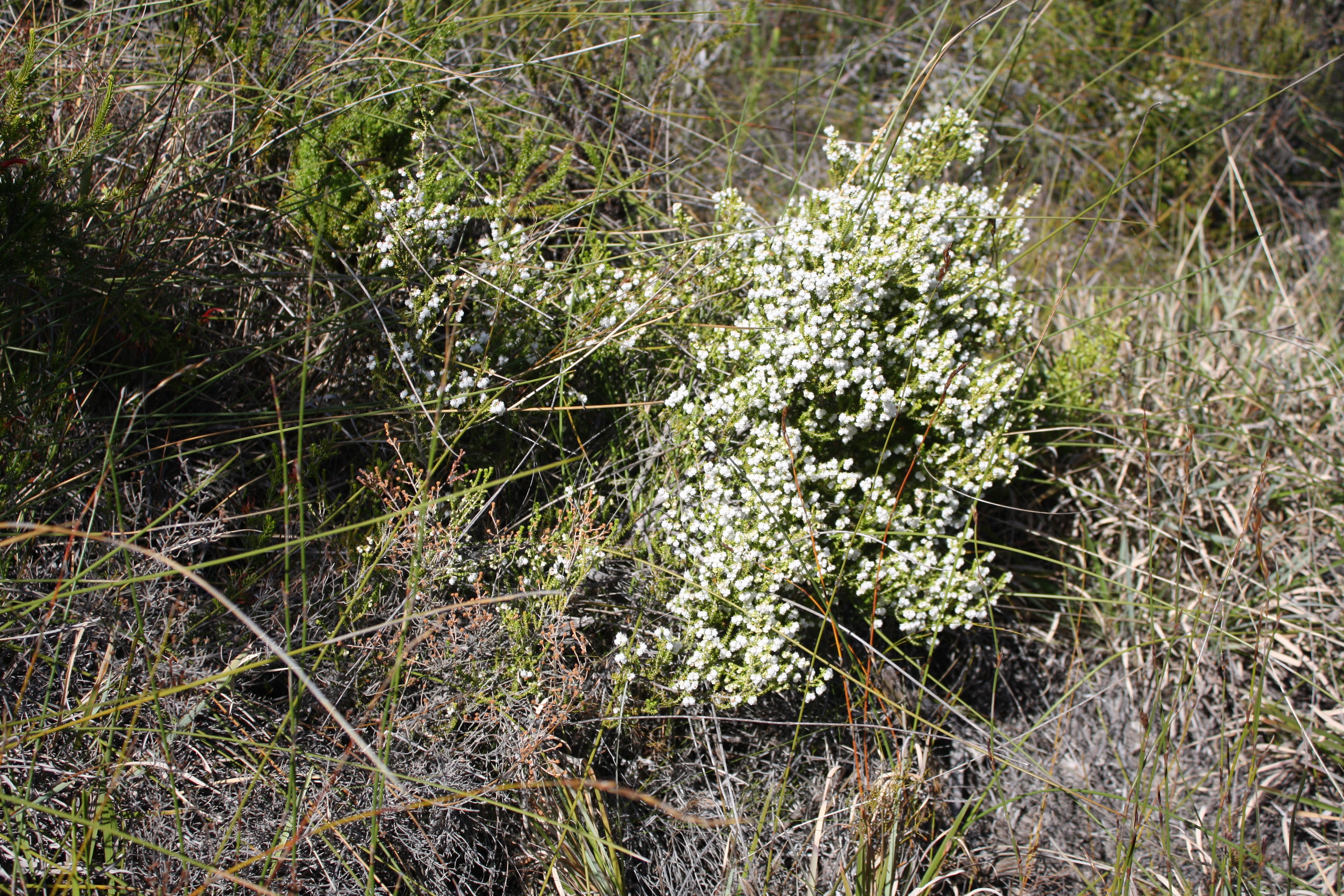
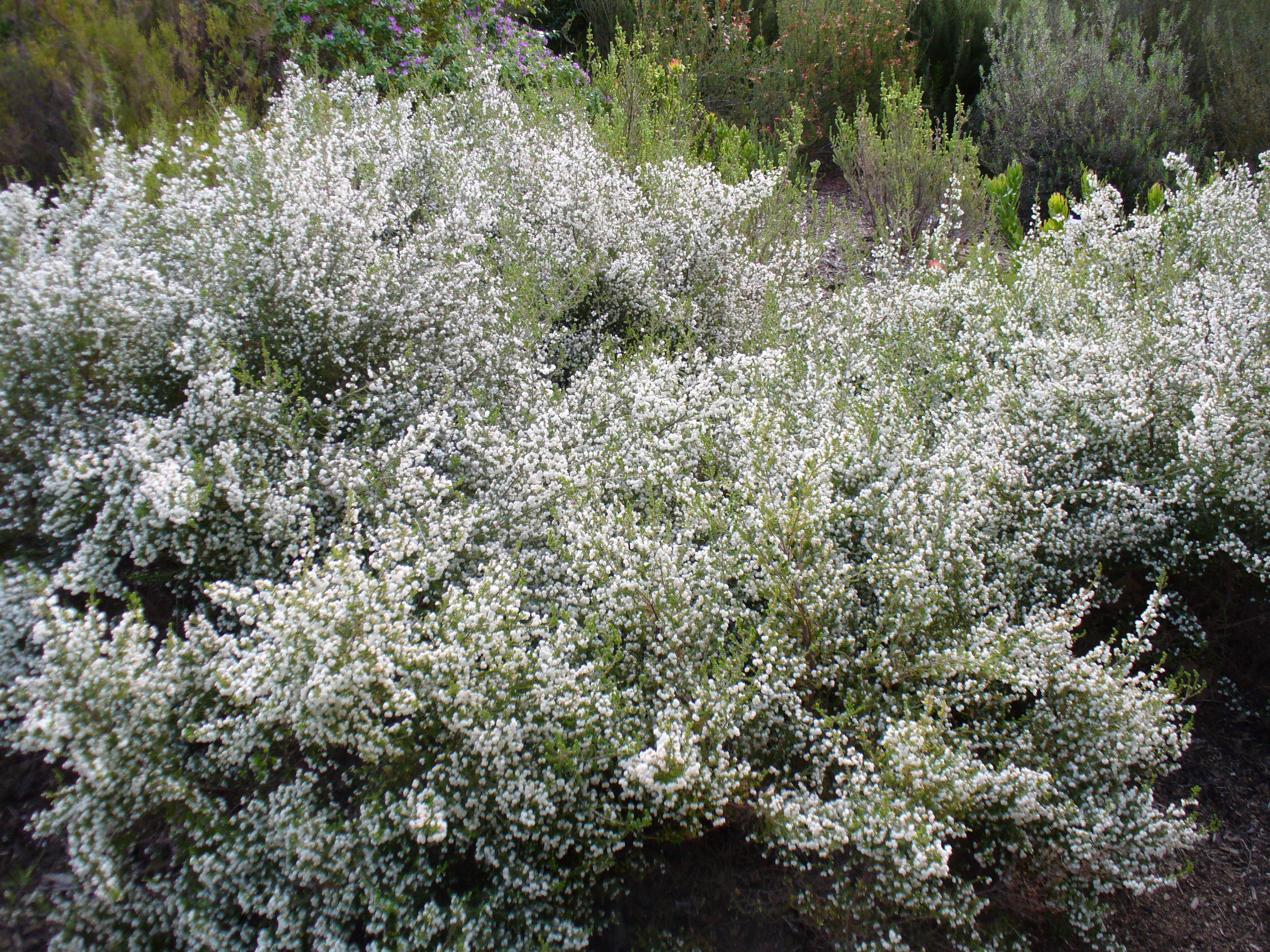